# レッド・ツェッペリン
レッド・ツェッペリン（Led Zeppelin）は、1968年にロンドンで結成されたイギリスのロックバンド。メンバーはボーカリストのロバート・プラント、ギタリストのジミー・ペイジ、ベーシスト/キーボード奏者のジョン・ポール・ジョーンズ、ドラマーのジョン・ボーナム。ブルースやフォークミュージックなど、さまざまな影響を受けたスタイルでありながら、重厚なギターサウンドで、ハードロックやヘヴィメタルの先駆者の一つとして挙げられている。レッド・ツェッペリンは、特にアルバム・オリエンテッド・ロック（AOR）とスタジアム・ロックの発展において、音楽業界の性質に大きな影響を与えたとされている。
結成当初、ニュー・ヤードバーズと名乗ったレッド・ツェッペリンは、アトランティック・レコードと契約を結び、かなりの芸術的な自由を与えられた。当初は批評家に不人気であったが、10年間の活動で8枚のスタジオアルバムをリリースし大きな商業的成功を収めた。1969年のデビュー作である『レッド・ツェッペリン I』は、いくつかの国でトップ10を記録し、「グッド・タイムズ・バッド・タイムズ」、「幻惑されて」、「コミュニケイション・ブレイクダウン」などの曲をフィーチャーしていた。『レッド・ツェッペリン II』（1969）は最初の全米ナンバーワンアルバムであり、「ランブル・オン」と「胸いっぱいの愛を」を生み出した。1970年には「移民の歌」をフィーチャーした『レッド・ツェッペリン III』をリリースした。『レッド・ツェッペリン IV』（1971）として一般に知られている題名の無い4枚目のアルバムは、3700万枚の売り上げを記録した。同作には「ブラック・ドッグ」、「ロックン・ロール」、「天国への階段」が収録された。「天国への階段」はロック史上最も人気があり影響力のある曲の一つである。『聖なる館』（1973）は、「オーシャン」、「丘のむこうに」、「レイン・ソング」を生み出した。2枚組アルバムの『フィジカル・グラフィティ』（1975）は「トランプルド・アンダーフット」と「カシミール」をフィーチャーし、彼等の音楽の多面性を見せ、4枚目のアルバムから『フィジカル・グラフィティ』迄の約5年間がアルバムの売上げや評価の高さと共にライブも充実した彼等の「黄金期」と呼べるものだった。
活動の中盤から後半にかけて行われた一連のツアーは数々の記録を打ち立て、ツアーの滞在先のホテルでのグルーピーとの乱痴気騒ぎは当時評論家から批判されたが今では伝説化している。
ペイジはバンドの活動初期に曲の大半を執筆し、プラントが歌詞の大半を創作した。ジョーンズが作曲したキーボードベースの曲は、活動後期に彼らの音楽の中心となり実験的な曲も増加したが、後期になるとペイジの薬物中毒も酷くなり、ラストアルバム『イン・スルー・ジ・アウト・ドア』では、才能を枯渇させたペイジに代わりジョーンズの主導で曲作りが行われたと言われている。
また『プレゼンス』（1976）や『イン・スルー・ジ・アウト・ドア』（1979）を含む作品の頃になると、プラントの車の事故や息子の感染症による急死等バンド内に不吉な出来事が起こりアルバムリリース間隔も空き、1980年のボーナムの死後に結局グループは解散する事になった。
その後、残されたメンバーは散発的に共演し、再結成を果たした。
これらの中で最も成功したのは、ロンドンで開催された2007年のアーメット・アーティガン・トリビュート・コンサートで、ボーナムの息子であるジェイソン・ボーナムがドラムを演奏した。
レッド・ツェッペリンは、最も売れたアーティストの一つである。彼らの記録的な総販売枚数は、世界中で2億から3億枚と推定されている。彼らはイギリスで連続8枚のナンバーワンアルバム、アメリカのビルボード200で6枚のナンバーワンアルバムを達成し、そのうち5枚のアルバムはアメリカでダイヤモンドの認定を受けた。ロックの殿堂のバンドの伝記には、『1970年代の彼らは、1960年代のビートルズと同じ影響力があった。』と記載されており、ローリング・ストーン誌はハードロック（ヘヴィメタル）に多大な影響を与えた彼らを「史上最もヘビィなバンド」「70年代の最大のバンド」、そして「疑いなくロック史上最も永続的なバンドの1つ」と表現している。

## 来歴

### 結成：1966-1968

バンドのロゴ、1973年から使用

1966年、ロンドンを拠点にセッションギタリストとして活動していたジミー・ペイジはベーシストとして、ポール・サミュエル＝スミスが脱退したヤードバーズに加入した。程なくしてペイジはクリス・ドレヤと入れ替わってギターを担当することとなり、ジェフ・ベックとのツインリードのラインナップを形成した。1966年10月にベックが脱退し、絶え間ない活動に疲弊していたヤードバーズはその活動を縮小し始めた。ペイジは自身とベックがギターを担当し、ドラムにキース・ムーン、ベースにジョン・エントウィッスルを迎えてスーパーグループを結成することを考えており、ボーカリストのスティーヴ・ウィンウッドとスティーヴ・マリオットをこのプロジェクトに加えることも検討された。ペイジ、ベック、ムーンは1966年にベーシスト、キーボード奏者のジョン・ポール・ジョーンズも参加したセッションで「ベックス・ボレロ」を一緒に録音したが、グループは結成されなかった。
ヤードバーズは1968年7月にベッドフォードシャーのルートン工科大学で最後のギグを行った。彼らはまだスカンジナビアでいくつかの公演を行う予定があったため、ドラマーのジム・マッカーティとボーカリストのキース・レルフは、ペイジとベーシストのクリス・ドレヤにヤードバーズの名前を使って活動を継続することを認めた。ペイジとドレヤは新しいラインナップをまとめ始めた。リード・ボーカルのペイジの最初の選択はテリー・リードだったが、リードは申し出を断り、バンド・オブ・ジョイとホブストウィードルのシンガーであるロバート・プラントを提案した。プラントは最終的にその申し出を受け入れ、ドラマーに元バンド・オブ・ジョイのジョン・ボーナムを推薦した。ジョン・ポール・ジョーンズはドレヤが写真家になるためにプロジェクトから脱退した後、妻に勧められベーシストの空きがあるかをペイジに尋ねた。ペイジは自分と同じくセッション・ミュージシャンであったジョーンズのことを知っており、彼を最終メンバーとして参加させることに同意した。

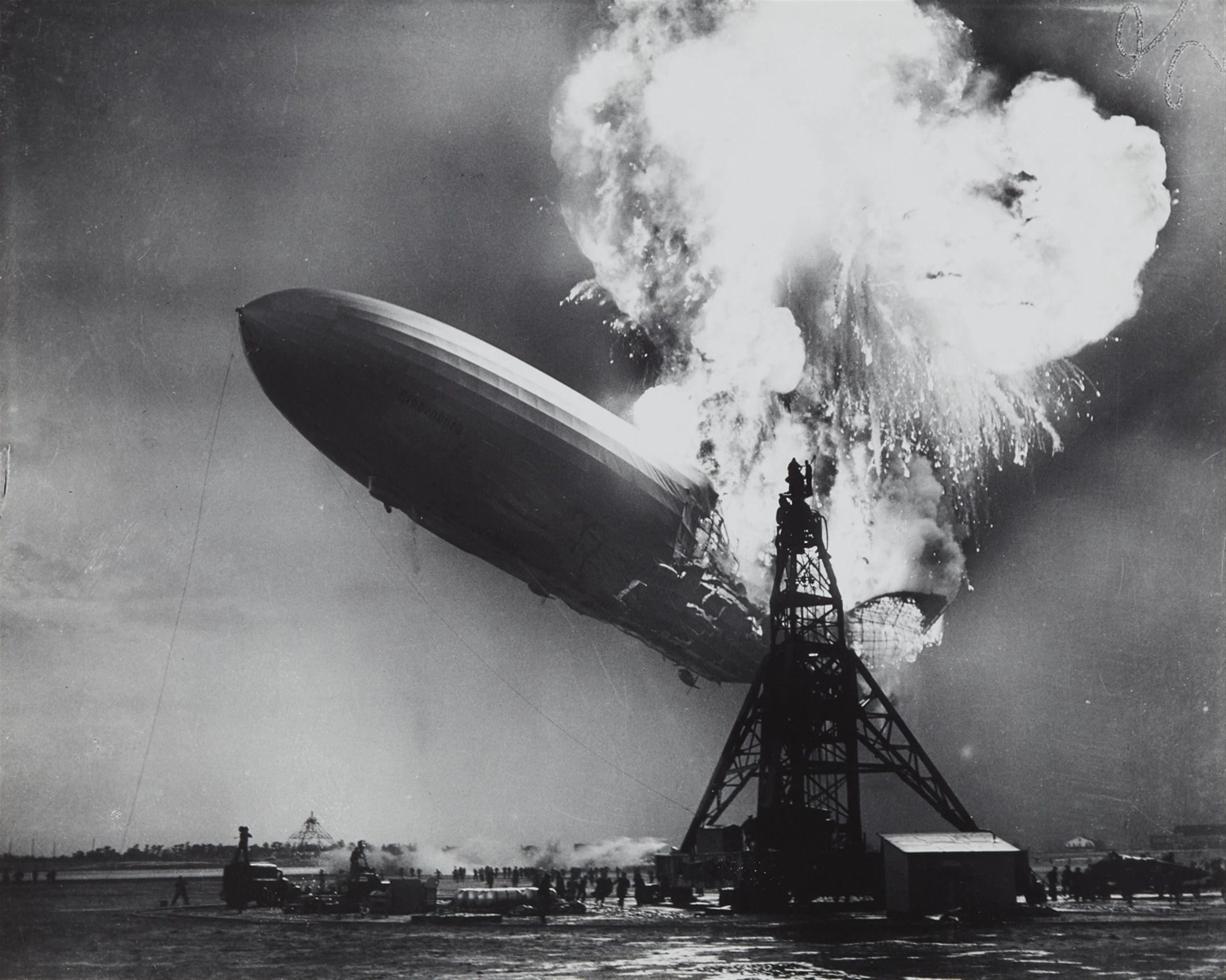
1937年にニュース写真家のサム・シェアが撮影した燃えるLZ 129 ヒンデンブルク号の写真。バンドのデビュー・アルバムのジャケットに採用され、その後の商品にも広く使用されている。

1968年8月、4人はロンドンのジェラード・ストリートにあるレコード店の下の部屋で初めて一緒に演奏した。ペイジは、ヤードバーズもカバーしていたジョニー・バーネットのロカビリーバージョンで人気があったジャンプ・ブルース曲「トレイン・ケプト・ア・ローリン」の演奏を提案した。ジョーンズは「ジョン・ボーナムの演奏を聴くやいなや、このバンドが偉大になるとわかった。僕たちは、すぐにチームとしてともにロックした」と回想している。スカンジナビアに向けて出発する前に、グループはP・J・プロビーのアルバム『スリー・ウィーク・ヒーロー』に参加した。プラントのハーモニカをフィーチャーした同アルバムの収録曲「Jim's Blues」は、レッド・ツェッペリンの将来の4人のメンバー全員が参加した最初のスタジオ・トラックだった。
バンドは1968年9月7日、デンマークのグラッドサクセにあるグラッドサクセ・ティーン・クラブにおいて、観客の前で初めて演奏した。このスカンジナビアン・ツアーでバンドは「ヤードバーズ」として告知され、9月24日のノルウェー、オスロでツアーを完了した。9月後半に彼らは公演でのセットリストに基づいたファースト・アルバムの録音を開始した。ペイジが制作費を負担した本アルバムは9日間で録音およびミックスされた。アルバムの完成後にドレヤが停止通告書を送付したためバンドは名前の変更を余儀なくされる。ペイジはスカンジナビアでのツアーにのみニュー・ヤードバーズの名称を使用することが許可されたと述べた。新しいバンドの名前が決定された過程は判然としない。一説によるとベックのシングル録音のために行ったセッションで、キース・ムーンが「もしも俺たちが今いるバンドを辞めたら、きっと向こうは鉛の気球（lead (発音は[led]) balloon）みたいに急降下するだろうぜ」と発言したことによるとされる。「go down like a lead balloon」は「ぽしゃる」という意味の慣用句で、ムーンの口癖であったという。同席していたマネージャーのピーター・グラントがこの時のムーンの言葉からヒントを得て、（[liːd]と誤って発音されるのを避けるため）「lead」から「a」を落として「led」に、「balloon」は「zeppelin」に置き換えられた。「zeppelin」は音楽ジャーナリストのキース・シャドウィックによると、ペイジの心に「重さと軽さ、可燃性と優雅さの完璧な組み合わせ」をもたらした言葉であるとされる。
グラントは1968年11月にアトランティック・レコードから143,000ドルの前払い契約（現在の価格で1,253,000ドル）を確保した。当時、この種の新しいバンドとしては最高額の契約だった。アトランティックは主にブルース、ソウル、ジャズのアーティストのカタログを持つレーベルだったが、1960年代後半に、イギリスのプログレッシブ・ロックに興味を持ち始めた。ジョーンズの友人であったイギリスの歌手ダスティ・スプリングフィールドは当時アトランティックでの最初のアルバム、『ダスティ・イン・メンフィス』を完成させていた。彼女の推薦で、アトランティックの幹部はレッド・ツェッペリンを実際に見ることなく、契約書に署名した。その契約条件で、バンドはアルバムの発売時期とツアー開催の決定権及び各アルバムの内容とデザインについての最終決定権を持っていた。また、それぞれのアルバムの宣伝方法と、シングル曲の選定にかかる決定権も所有した。彼らはすべての出版権を処理するためのスーパーハイプ社を設立した。

### 初期：1968-1970
バンドは1968年10月4日に最初のイギリス・ツアーを開始したが、その時点ではニュー・ヤードバーズとして宣伝されている。彼らは10月25日にバタシーのサリー大学でレッド・ツェッペリンとして初の公演を行った。後にバンドのツアーにおける重要人物となるツアーマネージャーのリチャード・コールは、年末に最初の北米ツアーを企画した。彼らのデビュー・アルバムである『レッド・ツェッペリン I』は北米ツアー中の1969年1月12日にリリースされ、ビルボードのチャートで最高10位を記録した。イギリスでは3月31日に最高6位を記録した。スティーヴ・アールワインによると、アルバムは印象的なギターリフ、重苦しいリズム、サイケデリック・ブルース、グルーヴィーでブルージーなシャッフル、イギリスのフォークミュージックのヒントが、「ハードロックとヘヴィメタルの進化における重要なターニングポイント」となったとする。

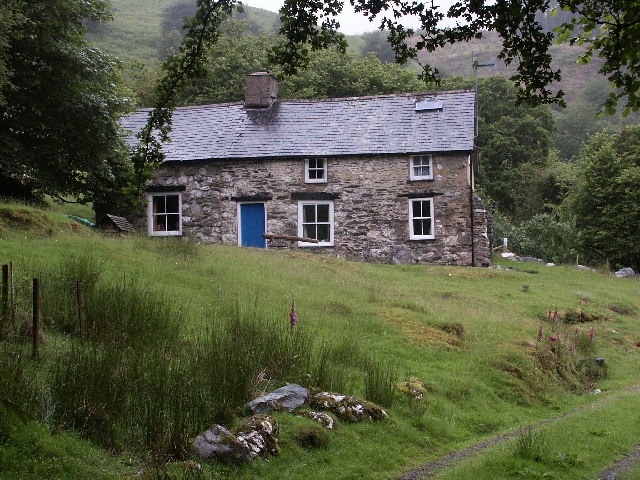
ブロン・イ・アー、ウェールズのマカンスレスの近くに所在するコテージ。ペイジとプラントは三作目と四作目のアルバム収録曲を執筆するために1970年に滞在した。

レッド・ツェッペリンは活動一年目にアメリカとイギリスで4度のツアーを行い、セカンド・アルバム『レッド・ツェッペリン II』もリリースした。このアルバムは北米ツアー中にさまざまなスタジオで録音され、ファースト・アルバムよりもさらに大きな商業的成功を収め、アメリカとイギリスでチャート1位に到達した。このアルバムはデビュー作で確立されたブルース・ロックの音楽スタイルをさらに発展させ、「重くて硬く、荒々しく直接的」で、非常に影響力があり、多くに模倣されるサウンドを作成した。スティーヴ・ワクスマンは、『レッド・ツェッペリンII』が「ヘヴィメタルの音楽的出発点」であると示唆している。
彼らは自らのアルバムを不可分で一体な作品と見なし、シングルとして発売するために既存のトラックを再編集することを嫌っていた。グラントは、ロックミュージックがラジオやテレビで放送されることがほとんどなかったイギリスにおいて、積極的なプロアルバムのスタンスを維持した。しかし、特にアメリカでは、バンドの同意なしに一部の曲がシングルとしてリリースされた。1969年、セカンド・アルバムの収録曲「胸いっぱいの愛を」の編集版がシングルとしてアメリカでリリースされた。この曲は1970年1月にビルボードのチャートで4位に達し、100万枚以上を売り上げ、バンドの人気を確固たるものにした。彼らはまた、ファンが公演でその姿を見たり演奏を聞きたがったりしていることを理由に、テレビへの出演をますます避けるようになった。
セカンド・アルバムの発売に続いて、レッド・ツェッペリンはさらに数度のアメリカツアーを行った。彼らは最初はクラブやボールルームで演奏し、その後人気が高まるにつれてより大きなホールで演奏した。初期のレッド・ツェッペリンのコンサートでは、レパートリーのライブバージョンを拡張して即興で演奏したものもあり、長いもので4時間以上続いた。これらの公演の多くは録音され、海賊盤として出回っている。バンドのステージ外における乱痴気騒ぎの悪評が築かれたのは、この集中的なツアーの期間だった。

1970年、ペイジとプラントはウェールズの人里離れたコテージ、ブロン・イ・アーに籠もり、サード・アルバム『レッド・ツェッペリン III』の制作を開始した。アルバムはフォークやケルト音楽の影響を強く受け、バンドの多様性を示す、よりアコースティックなスタイルが生まれた。アルバムの豊かなアコースティックサウンドに対して人々は当初複雑な反応を示した。批評家やファンは前二作のエレクトリックなアレンジからの転換に驚き、バンドのマスコミに対する敵意をさらに煽った。『レッド・ツェッペリン III』はアメリカとイギリスのチャートで1位となったが、滞在期間はファーストアルバムから5作目までの中で最短だった。アルバムのオープニングトラック「移民の歌」は、バンドの意向に反して1970年11月にアメリカでシングルとして発表され、ビルボードチャートのトップ20に到達した。

### "世界最大のバンド"：1970-1975
1970年代にレッド・ツェッペリンは商業的かつ重要な成功の新たな高みに到達し、当時の最も影響力のあるグループの一つとなり、それまでの業績を凌駕した。メンバーが精巧で華やかな衣装を着るようになるとバンドのイメージも変化し、ペイジはきらびやかな月と星のドラゴンスーツで華やかな外観をリードした。レッド・ツェッペリンは、レーザー光線やプロによるライティング、ミラーボールなどを使用してショーの有り様を変えた。彼らはスターシップと呼ばれるプライベートジェット（ボーイング720）で各地に移動し、ホテル（その中にはロサンゼルスのコンチネンタル・ハイアット・ハウス、通称「ライオット・ハウス」として知られたホテルも含まれる。）のワンフロアを貸し切りにして、頻繁に乱痴気騒ぎを繰り返した。ジョン・ボーナムはライオット・ハウスのフロアをバイクで走り抜けた。また、彼らは東京ヒルトンホテルの部屋を日本刀で破壊し、同ホテルから永久に宿泊禁止とされた。レッド・ツェッペリンはホテルのスイートルームをゴミ箱に変え、テレビを窓から投げ出すという暴挙に及んだとされるが、これらの話は誇張されていると示唆する人もいる。音楽ジャーナリストのクリス・ウェルチによれば、「（レッド・ツェッペリンの）ツアーは多くの物語を生み出したが、（彼らは）絶えず理不尽な破壊と淫らな行為に及んでいたというのは神話だった。」という。
レッド・ツェッペリンは1971年11月8日に4枚目のアルバムを発表した。これは、『レッド・ツェッペリンIV』、『無題』、『IV』、またはレーベルに表示された4つのシンボルから、『Four Symbols』、『Zoso』、『Runes』とさまざまに呼ばれている。バンドは「ツェッペリンは誇大評価されている」という音楽プレスに応えるため、タイトルやバンドの情報が表示されないアルバムを制作したかったが、レコード会社はジャケットに表記を望んだため、議論の末バンドの4人のメンバーとそれが4枚目のアルバムであることの両方を表す4つのシンボルを表示することに合意した。『レッド・ツェッペリンIV』は3,700万枚を売り上げ、歴史上最も売れたアルバムの一つであり、その絶大な人気によりレッド・ツェッペリンは1970年代におけるスーパースターとしての地位が確固たるものになった。2021年までに『レッド・ツェッペリンIV』はアメリカだけで2,400万枚を売り上げている。収録曲「天国への階段」はシングルとして発表されなかったにもかかわらず、1970年代にアメリカのロックラジオ局で最もリクエストが多く、最も再生された曲だった。バンドはアルバムの発売に続いて、1971年後半から1973年初頭にかけて、イギリス、オーストラリア、北アメリカ、日本、イギリスの順でツアーを行った。

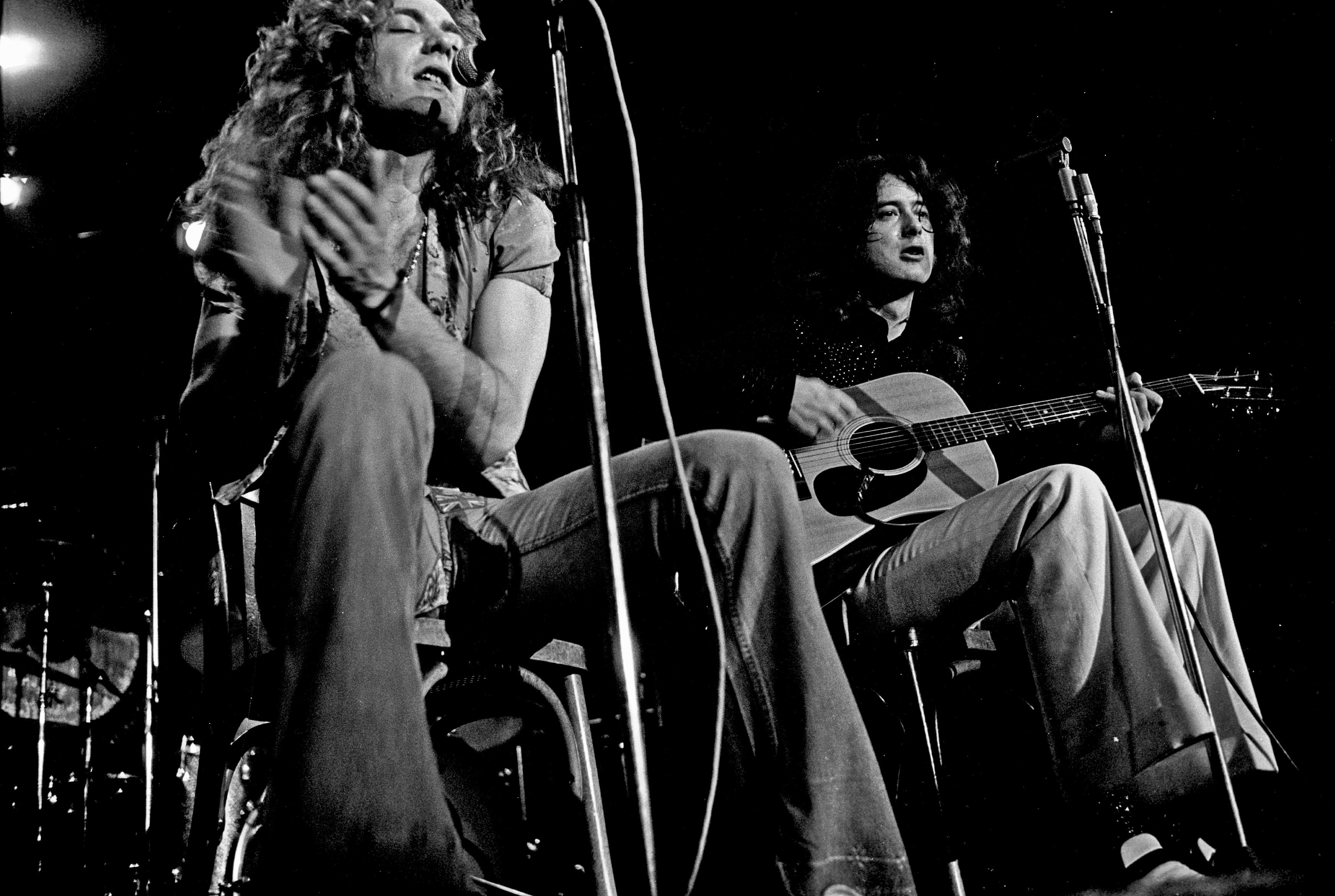
1973年3月、ハンブルクでのアコースティック・セットでのプラントとペイジ。5作目『聖なる館』発売直前の公演。

5枚目のアルバム『聖なる館』は、1973年3月に発売された。これは、シンセサイザーとメロトロンによるオーケストレーションの使用を拡大したさらなる実験を特徴としている。ロンドンを拠点とするデザイングループ、ヒプノシスによってデザインされたオレンジ色のジャケットは、北アイルランドのジャイアンツ・コーズウェーを登る裸の子供たちの写真が使用された。ジャケットの子供たちは横顔と後ろ姿しか見えないが、リリース時に物議を醸した。4枚目のアルバムと同様に、バンド名もアルバムタイトルもスリーブに印刷されていなかった。
『聖なる館』は世界中でチャートの首位を記録し、その後に行われた1973年の北米ツアーでは、大きなホールやスタジアムが連続して満員となり、観客動員数の記録を更新した。フロリダのタンパ・スタジアムでは56,800人のファンが訪れ、ビートルズが1965年にシェイ・スタジアムで記録した観客動員数を上回り、309,000ドルを売り上げた。ニューヨーク州ニューヨークのマディソン・スクエア・ガーデンで行われた3回の公演は全て満員となり、映画のために撮影が行われた。しかし、映画の公開は1976年まで延期された。最終夜の公演の前に、ドレイク・ホテルの貸金庫に預けてあった、入場料からの取り分である180,000ドル（現在の価格で1,235,000ドル）が何者かに盗まれた。また1973年に、バンドはイースト・サセックスのジョージ王朝時代の邸宅であるハマーウッド・パークを競売で購入し、スタジオと宿泊施設に改装することを計画した。しかし家は荒れ果てた状態にあり、計画は最終的に棚上げされた。「永遠の詩」のプロモーション・ビデオの撮影に使用されたが、その後1976年には売却された。

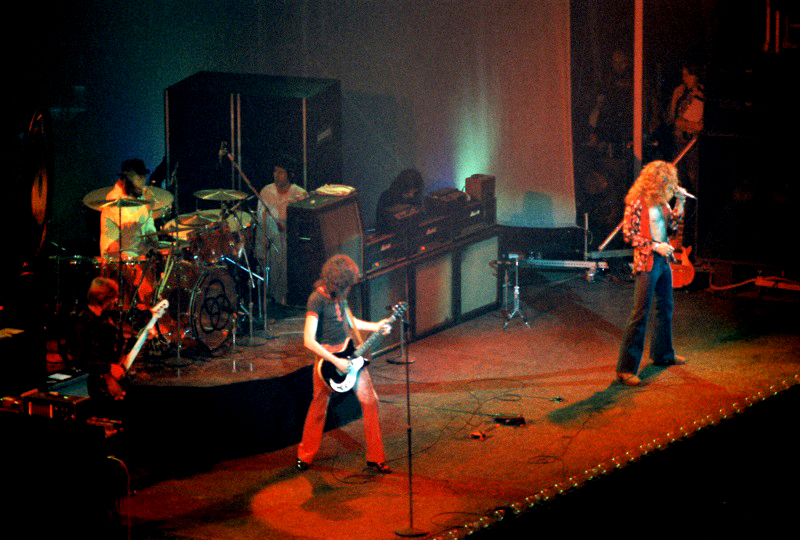
シカゴ・スタジアムでのステージ、1975年1月。『フィジカル・グラフィティ』リリースの数週間前。

1974年、レッド・ツェッペリンはツアーを中断し、未発表曲にちなんで名付けられた独自のレコード・レーベル、スワンソングを立ち上げた。レコードレーベルのロゴは、ウィリアム・リマーの「Evening：Fall of Day」（1869年）という絵を基にしている。この作品はギリシア神話のアポロの物語をテーマにしたもので、『イカロス（或いはイカルス）』の物語を描いたものではない。レーベルのロゴはレッド・ツェッペリンのメモラビリアに使用され、特にTシャツにプリントされた。バンドはスワンソングを自分たちのアルバムを宣伝する手段として使用することに加えて、レーベルの所属アーティストを増やし、バッド・カンパニー、プリティ・シングス、マギー・ベルなどのアーティストと契約した。レッド・ツェッペリンが活動していた間はそれなりの成功を収めていたが、解散後は3年も経たないうちにレーベルは幕を閉じることとなった。
6作目のダブル・アルバム『フィジカル・グラフィティ』はスワンソング・レーベルでの最初の作品だった。15曲が収録され、そのうち8曲は1974年にヘッドリィ・グランジで録音され、7曲はそれ以前に録音されていた。ローリング・ストーン誌のレビューでは、『フィジカル・グラフィティ』をレッド・ツェッペリンの「芸術的尊敬の念」と呼び、レッド・ツェッペリンが「世界最高のロックバンド」の称号を得るために争わなければならなかったのはローリング・ストーンズとザ・フーだけだったと付け加えた。アルバムは大規模な商業的かつ重要な成功を収めた。『フィジカル・グラフィティ』の発売直後、レッド・ツェッペリンの既発のアルバム全てが同時にトップ200アルバムチャートに再登場した。バンドは新たな北米ツアーに乗り出し、以前に比べて洗練されたサウンドと照明システムを取り入れた。1975年5月、レッド・ツェッペリンは当時イギリスで最大のアリーナであったロンドンのアールズ・コート・アリーナで5回の公演を行い、いずれも会場を満員にした。

### ツアーからの休養と復帰：1975-1977

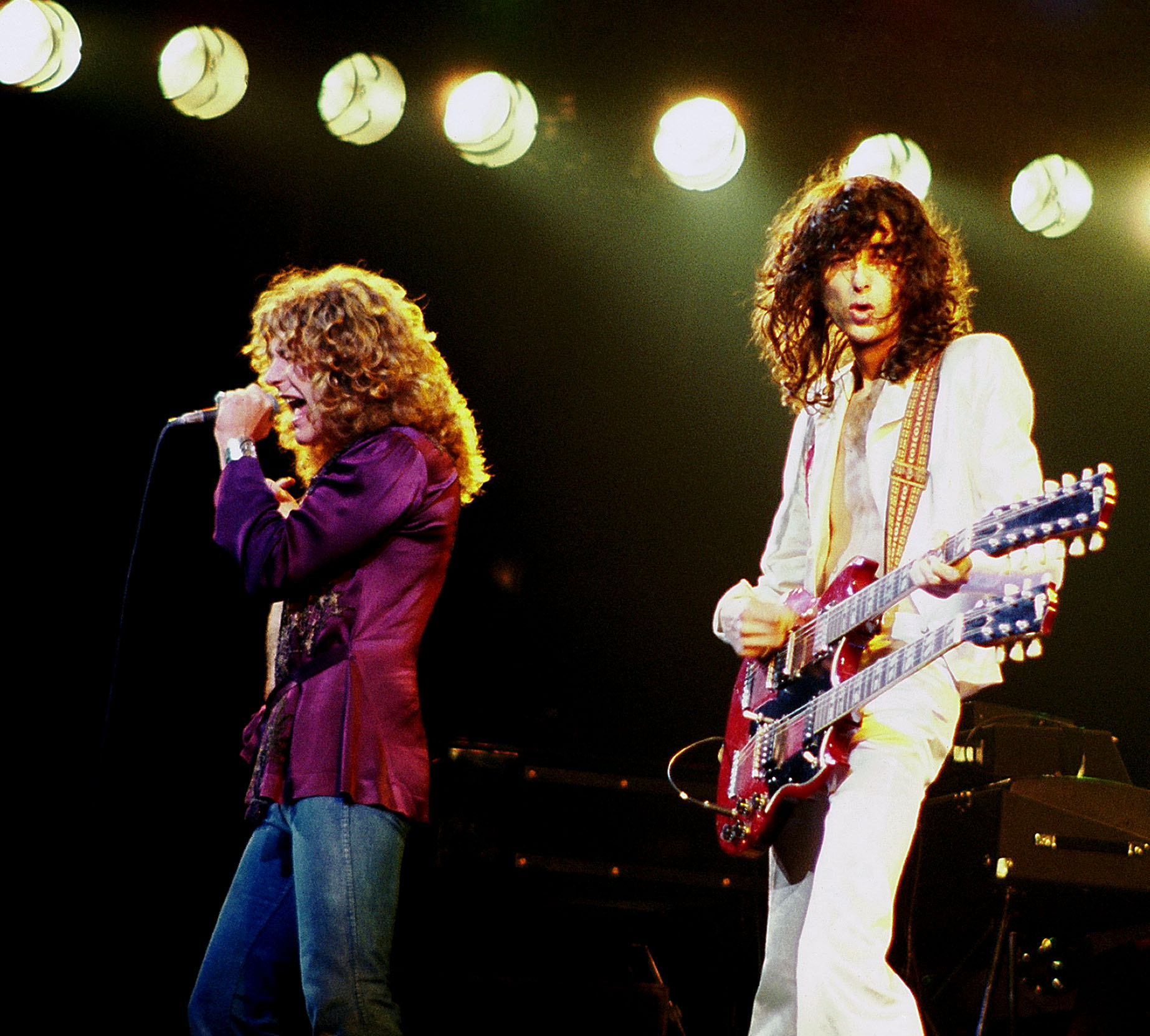
最後の北米ツアー、1977年4月10日のシカゴ・スタジアムで演奏するプラントとペイジ。

大成功に終わったアールズ・コートでのコンサート後、レッド・ツェッペリンは休暇を取り、サンフランシスコでの2度の野外公演で開幕する予定の秋の北米ツアーを計画した。しかし1975年8月、プラントと妻のモーリーンはギリシャのロドス島での休暇中に深刻な自動車事故に遭遇する。プラントは足首を骨折し、モーリーンは重傷を負った。輸血によって彼女の命は取り留められた。プラントは療養のためチャンネル諸島のジャージーに向かい、ボーナムとペイジと共に8月と9月を過ごした。その後、バンドはカリフォルニア州マリブで再集結した。この強いられた休暇の間に、次のアルバム『プレゼンス』のための多くの楽曲が執筆された。
この時までに、レッド・ツェッペリンは世界一のロックバンドであり、ローリング・ストーンズを含む当時のほとんどのバンドを上回った。1976年3月にリリースされた『プレゼンス』は、レッド・ツェッペリンのサウンドが、以前のアルバムで取り上げられていたアコースティックバラードや複雑なアレンジから離れて、より単純なギターベースのジャムに変化したことを示している。『プレゼンス』はプラチナアルバムを獲得したが、ファンや音楽プレスはさまざまな反応を示し、一部の批評家はバンドの行き過ぎが彼らに追いついた可能性があると示唆した。ペイジはアルバムの録音中にヘロインの使用を開始した。これは、バンドのその後の活動に影響を与えた可能性があるが、その後の使用は否定している。
プラントの怪我のため、レッド・ツェッペリンは1976年にツアーを行わなかった。代わりに彼らはコンサート映画「レッド・ツェッペリン狂熱のライヴ」とそのサウンドトラックアルバムを完成させた。映画は1976年10月20日にニューヨークでプレミア公開されたが、批評家やファンからは芳しい評価を得られなかった。イギリスでは特に成功しなかった。イギリスでは課税回避のため1975年以来ツアーを行うことを望まず、レッド・ツェッペリンは大衆の支持を取り戻すために困難な戦いに直面した。

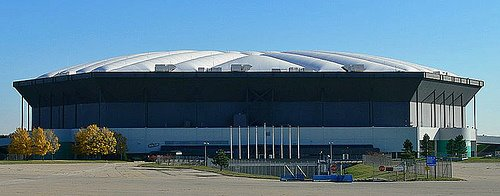
1977年の北米ツアー、ミシガン州ポンティアックのポンティアック・シルバードーム公演でバンドは76,229人を動員し、屋内アトラクションの記録を樹立した。

1977年、レッド・ツェッペリンは大規模な北米コンサートツアーに乗り出した。バンドは4月30日のシルバードーム公演で76,229人の聴衆を集め、新たな観客動員記録を打ち立てた。ギネス世界記録によると、それは一日で最も多くの観客を集めた興行であった。ツアーは大きな収益を上げたが、ステージ外の問題に悩まされていた。4月19日にオハイオ州シンシナティのリバーフロント・コロシアム公演では、約1,000人のファンがゲートを破壊しようとし、70人以上が逮捕された。一方、他のファンはガラスのドアに岩や瓶を投げて入場しようとした。6月3日、フロリダ州タンパタンパ・スタジアム公演は、入場券には「"Rain or Shine"」（雨天決行）と表示していたにもかかわらず、激しい雷雨のために短縮されたため、暴動が発生し、観客に負傷者と逮捕者が発生した。
7月23日にカリフォルニア州オークランドのオークランド・コロシアムで開催されたデイ・オン・ザ・グリーンフェスティバルへの出演の後、ボーナムとバンドのサポートスタッフのメンバーが逮捕された。バンドの演奏中にプロモーターのビル・グラハムのスタッフがひどく殴られたためであった。翌日の2回目のオークランド公演は、バンドのアメリカにおける最後の公演となった。2日後、ルイジアナ州ニューオーリンズルイジアナ・スーパードーム公演のためにフレンチ・クオーターのホテルにチェックインしたとき、プラントは5歳の息子カラックが胃のウイルスで死亡したという知らせを受け取った。残りの公演は全て中止され、レッド・ツェッペリンの将来についての様々な憶測が飛び交った。

### ボーナムの死と解散：1978-1980

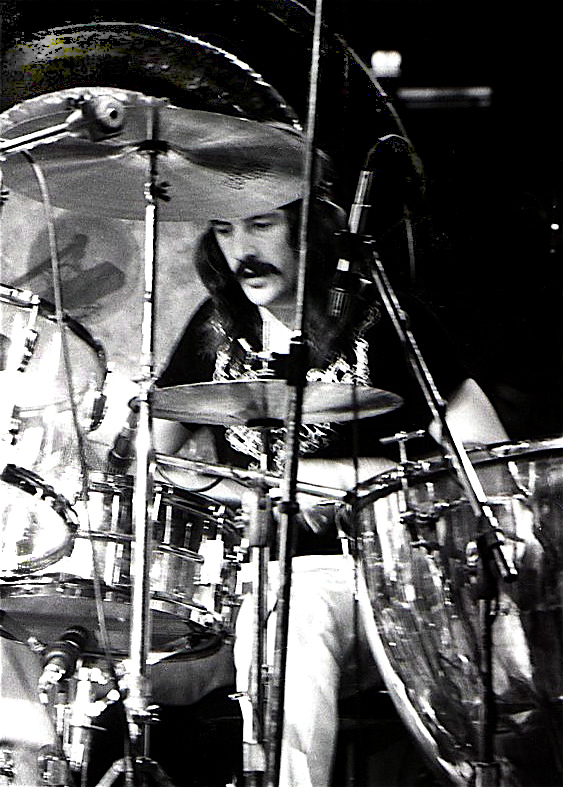
1980年9月25日のボーナムの死（写真は1973年7月）の後、レッド・ツェッペリンの残りのメンバーはグループを解散することを決定した。

1978年11月、グループはスウェーデンのストックホルムにあるポーラー・スタジオで録音を行った。完成したアルバム『イン・スルー・ジ・アウト・ドア』は、再び批評家からの複雑な反応を引き出すこととなった実験的サウンドを特徴としていた。それにもかかわらず、アルバムは発売からちょうど2週目にイギリスとアメリカで1位に達した。このアルバムの発売に伴い、レッド・ツェッペリンの旧譜全てが1979年10月27日と11月3日の週にビルボードトップ200に再び到達した。
コペンハーゲンでの2回のウォームアップショーの後、1979年8月にレッド・ツェッペリンはネブワース・フェスティヴァルで2回ヘッドライナーを務め、初日の夜には約104,000人の観客を魅了した。1980年には6月から7月にかけて通常の長いジャムやソロを使わずに、簡素化されたセットを使用した簡潔で控えめなヨーロッパツアーが行われた。 6月27日にドイツのニュルンベルク公演では、ボーナムがステージ上で倒れて病院に運ばれたため、公演は3曲目の途中で終了した。マスコミは彼が倒れたのは過度の飲酒と薬物使用の結果であったことを示唆したが、バンドは彼が単に食べ過ぎたためであったと主張した。
1977年以来のバンドの最初の北米ツアーは1980年10月17日に開始される予定だった。9月24日、ボーナムはブレイ・スタジオでのリハーサルに参加するためにアシスタントのレックス・キングに迎えられた。道中ボーナムは店に立ち寄るよう頼んだ。彼はハムロール1つを食べ、4杯のウォッカ（16 - 24 オンス（470 - 710ml））を飲んだ。ハムロールを一口食べた後、彼はキングに「朝食」と言った。彼はスタジオに到着した後も飲み続けた。その夜遅くにリハーサルは中止され、バンドはウィンザーのクルーワーにあるペイジの家、オールドミルハウスに移動した。
真夜中過ぎに眠りに落ちたボーナムはベッドに連れて行かれ、寝かされた。翌日の午後1時45分、ベンジ・ルフェーブル（新しいツアーマネージャー）とジョーンズはボーナムが死んでいるのを発見した。死因は嘔吐による窒息であり、偶然の事故死であった。検死ではボーナムの体内から娯楽用薬物は見つからなかった。彼は当時、不安を紛らわせるために Motival（抗精神病薬のフルフェナジンと三環系抗うつ薬のノルトリプチリンの混合薬）を服用し始めていたが、これらの薬剤が彼の体内のアルコールと相互作用したかどうかは不明である。ボーナムの遺体は火葬され、遺灰は1980年10月12日、ウスターシャーのラッショック教区教会で埋葬された。
予定されていた北米ツアーは中止され、コージー・パウエル、カーマイン・アピス、バリエモール・バーロウ、サイモン・カーク、リック・リー、ベヴ・ベヴァンが彼の代わりとしてグループに加わるという噂にもかかわらず、メンバーは解散を決めた。1980年12月4日の声明は次のように述べている。「私たちは、私たちの親友の喪失と彼の家族に対する私たちの深い尊敬、そして私たち自身と私たちのマネージャーによって感じられる、調和のとれた深い感覚と共に、私たちは続けることができないと決心しました。我々がそうであったように。」声明は単に「レッド・ツェッペリン」とだけ署名された。

### 解散後

#### 1980年代

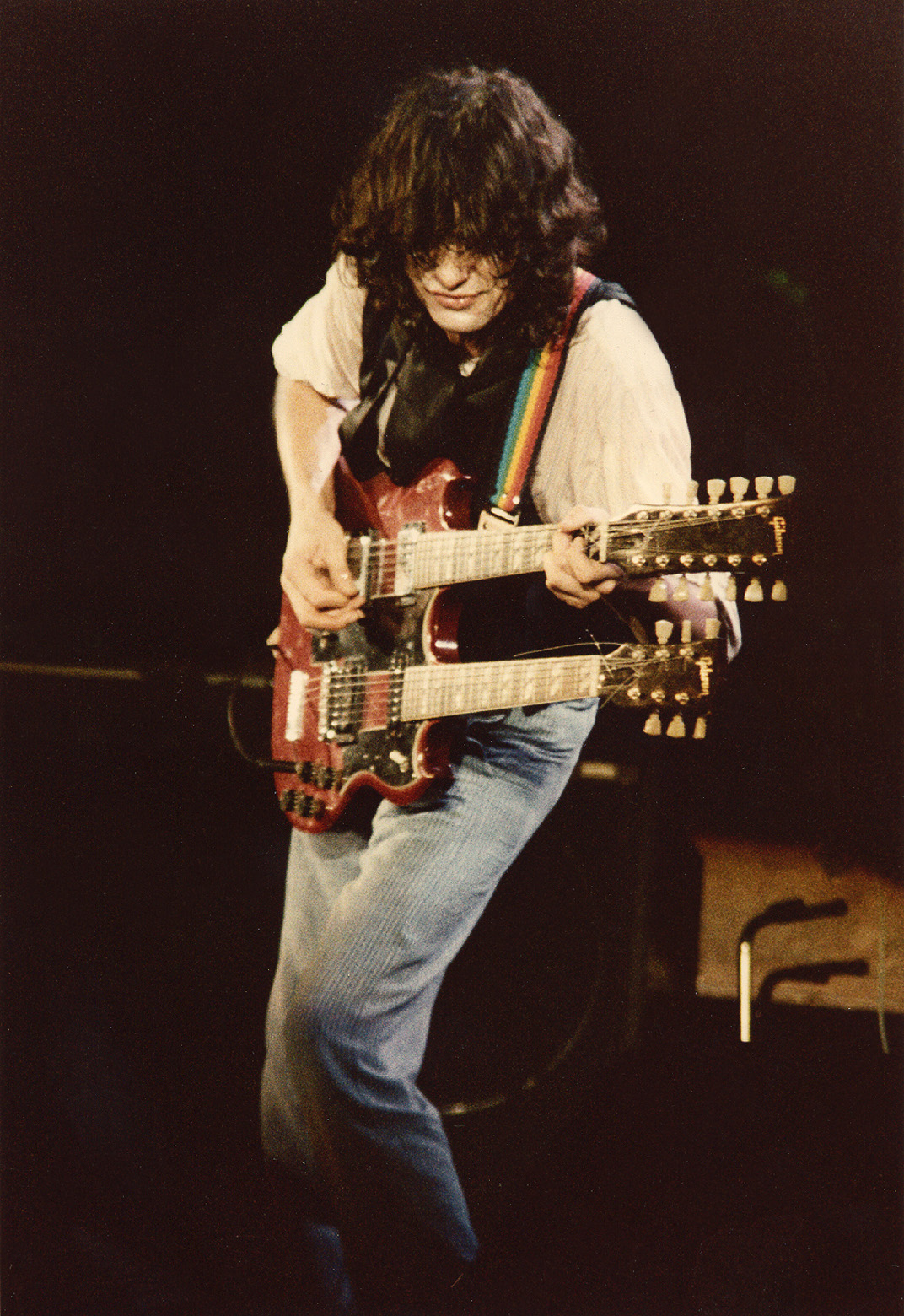
カリフォルニア州デイリーシティのカウ・パレスで演奏するペイジ、1983年。

レッド・ツェッペリンの解散後、メンバーによる最初の重要な音楽プロジェクトはハニードリッパーズだった。これはプラントが1981年に最初に結成したものである。 バンドはペイジがリードギターを担当し、そこに2人の友人のスタジオミュージシャンが加わった。その中にはジェフ・ベックとポール・シェーファー、ナイル・ロジャースもいた。彼らは1984年に唯一のアルバムをリリースした。プラントはツェッペリンとは異なる方向に焦点を当て、スタンダードを演奏し、よりR&Bスタイルに傾いた。アルバムのハイライトは「シー・オブ・ラブ」のカバーで、同曲はシングルカットされ、1985年初頭にビルボードチャートの3位に達した。 
『最終楽章 (コーダ)』 - アウトテイクと未使用のトラックのコレクション - は1982年11月に発売された。1970年のロイヤル・アルバート・ホールのライヴから2曲が収録され、それ以外の曲は『レッド・ツェッペリンIII』と『聖なる館』からのもので、残り3曲は『イン・スルー・ジ・アウト・ドア』制作時のセッションからのものだった。また、「モントルーのボンゾ」と呼ばれる、1976年のボーナムのドラムインストゥルメンタルにペイジが後から電子効果を追加した曲も収録された。
1985年7月13日、ペイジ、プラント、ジョーンズはフィラデルフィアのJFKスタジアムでのライヴエイドのために再会し、ドラマーのトニー・トンプソンとフィル・コリンズ、ベーシストのポール・マルティネスと共にショートセットを演奏した。フィル・コリンズが演奏中に3人を呼び込み、「ロックン・ロール」「天国への階段」「胸いっぱいの愛を」を演奏した（ドラムスはトンプソンとコリンズ、「天国への階段」のベースギターはマルチネスが担当。なお、コリンズの後日のコメントは、ツェッペリンと共演したいが為にイベントを利用したというものと、成り行きで決まっただけで彼自身は望んでいなかった、という正反対のものが残されており、真相は不明)。コリンズはプラントの最初の2枚のソロアルバムに参加し、マルティネスはプラントのソロバンドのメンバーだった。演奏は2人のドラマーとのリハーサルの欠如、ペイジの調律外れのギターとの闘い、モニターの機能不全、およびプラントの嗄声によって損なわれた。ペイジはパフォーマンスを「かなり混乱していた」と表現し、プラントはそれを「ひどいもの」と特徴づけた。
3人は1988年5月14日にアトランティック・レコード40周年コンサートで再び再会し、このときはボーナムの息子ジェイソンがドラムを演奏した。結果は再びバラバラになった。プラントとペイジは、ステージに上がる直前に「天国への階段」を演奏するかどうかについて議論し、ジョーンズのキーボードはテレビで中継されなかった。ペイジはパフォーマンスを「一つの大きな失望」と表現し、プラントは「ギグはファウルだった」と述べた。

#### 1990年代

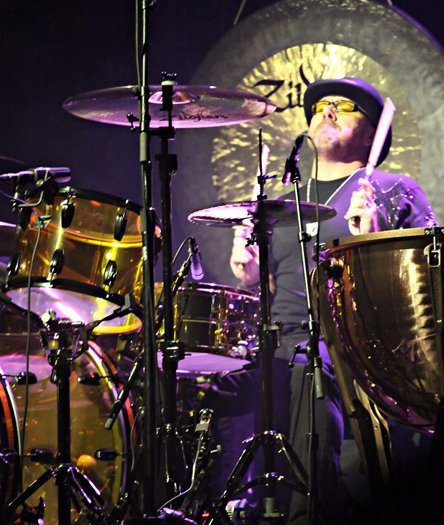
1988年、1995年、2007年に父親の代役を果たしたジェイソン・ボーナム。

ペイジの監修下リマスターが行われたレッド・ツェッペリン初のコンピレーション・アルバム『レッド・ツェッペリン (ボックスセット)』は1990年に発売された。これによってバンドは再評価され、再結成についてメンバー間で中途半端な議論が引き起こされた。このセットにはロバート・ジョンソンの「トラベリング・リバーサイド・ブルース」のカバーを含む、4つの未発表曲が含まれていた。同曲はビルボードのアルバムロックトラックチャーで最高7位に達した。『レッド・ツェッペリン・ボックスセット2』は1993年に発表された。2つのボックス・セットは、既知のスタジオ録音と、いくつかの珍しいライブ・トラックが含まれていた。
1994年、ペイジとプラントはMTVの「UnLedded」プロジェクトのために再会した。彼らは後に『ノー・クォーター』というアルバムを発表した。これはツェッペリンの曲を再録音した物が収められ、翌年にはワールドツアーを行ったが、このプロジェクトについてジョーンズは知らされていなかった。これはメンバー間の亀裂の始まりであったと言われている。
1995年にレッド・ツェッペリンはロックの殿堂入りした。授賞式のプレゼンテーターはエアロスミスのスティーブン・タイラーとジョー・ペリーが務めた。ジェイソンとゾーイ・ボーナムも出席し、父親に代わって賞を受け取った。式典でジョーンズは賞を受け取ったときに「やっと僕の電話番号を思い出してくれて、友に感謝します。」と冗談を言い、ペイジとプラントが驚きとぎこちない表情を示したことで、バンドの亀裂が明らかになった。その後、彼らはタイラーとペリー、ジェイソン・ボーナムと演奏を行った。2回目はニール・ヤングとの短いセットを演奏し、今回はマイケル・リーがドラムを担当した。
1997年、アトランティックはアメリカとイギリスで「胸いっぱいの愛を」の編集版シングルを発売した。これは彼らの母国で発売された唯一のシングルで、全英シングルチャートで最高21位に達した。1997年11月には、2枚組CD『BBCライヴ』が発表された。これは1969年と1971年に録音され、BBCで放送された音源が元になっている。ペイジとプラントは1998年に『ウォーキング・イントゥ・クラークスデイル』という2枚目のアルバムを発表した。これは全てが新曲で構成されているが、売り上げは振るわず、計画されたオーストラリアツアーの前にパートナーシップは解消された。

#### 2000年代

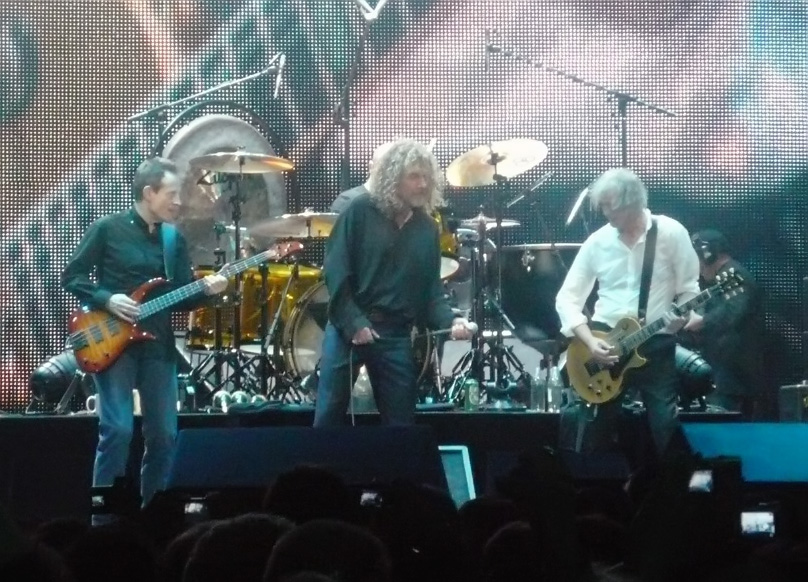
2007年12月にロンドンで開催されたアーメット・アーティガン・トリビュート・コンサートで演奏するレッド・ツェッペリン。

2003年には、3枚組のライブアルバム『伝説のライヴ』と『レッド・ツェッペリン DVD』が発売された。『DVD』はバンドの活動を6時間に及ぶ数々の映像で表した物で、当時最も売れた音楽DVDとなった。2007年7月、アトランティック / ライノとワーナー・ホーム・ビデオは、その11月に発売される3つのツェッペリンのタイトルを発表した。バンドのキャリアから24曲を選んだコンピレーションの『マザーシップ』、未発表曲を追加した『永遠の詩 (狂熱のライヴ)』のリマスター版、『DVD』の再発盤であった。ツェッペリンはまた、アルバムの配信も始めた。彼らはアルバムのネット配信を行う最後の主要なロックバンドの一つであった。
2007年12月10日、ツェッペリンはロンドンのO2アリーナで開催されたアーメット・アーティガン・トリビュート・コンサートで再結成し、ジェイソン・ボーナムが再び父親の代わりにドラムを演奏した。ギネス世界記録2009によると、この公演はチケットがオンラインで販売されたが、2,000万件の申し込みがあったため「1回の音楽コンサートのチケットに対する最大の需要」の記録を打ち立てた。批評家はパフォーマンスを賞賛し、完全な再結成についての憶測が広がった。ペイジ、ジョーンズ、ジェイソン・ボーナムはツアーを行う意欲があり、新しいツェッペリンプロジェクに取り組んでいると伝えられた。しかしながらプラントはアリソン・クラウスとのツアーを続け、2008年9月に彼はバンドと一緒に録音したりツアーしたりしないと述べた。「私は忙しいので、彼らはただ待たなければならないだろうと彼らに言った。」と彼は2014年に回想している。「私は最終的にはやって来たが、少なくとも私の知る限り、彼らはそれで大丈夫だった。しかし、そうではなかったことが分かった。そしてさらにもっとがっかりしたのは、ジミーが私に対してそれを使用したことだ。」
ジョーンズとペイジは、プラントの代役を探したと伝えられている。代役の候補者には、エアロスミスのスティーブン・タイラー、アルター・ブリッジのマイルズ・ケネディが含まれていた。しかし、2009年1月にプロジェクトは放棄されたことが確認された。「ジミー・ペイジ、ジョン・ポール・ジョーンズ、ジェイソン・ボーナムと演奏する機会を得たことは非常に特別なことだった」とケネディは回想した。「それはまさにそこにある天頂である。それはクレイジーで良い経験だった。それは私が今でもよく考えていることである...それは私にとってとても貴重である。」

#### 2010年代

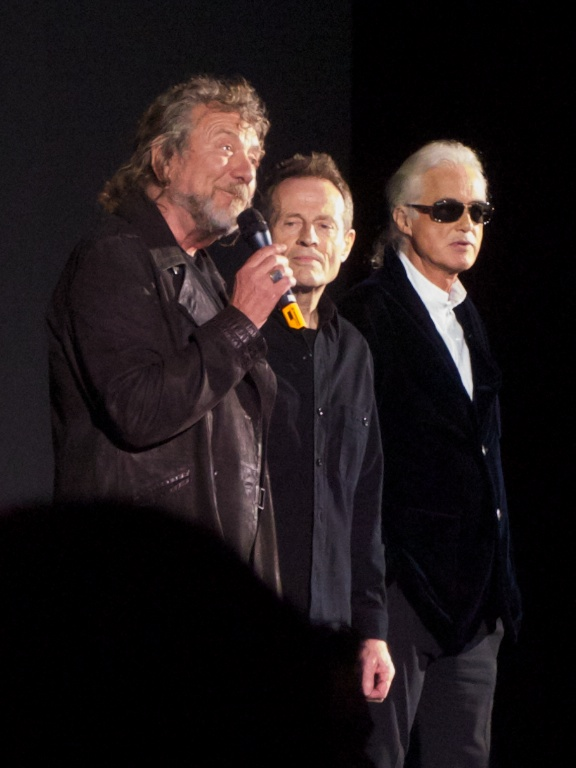
2012年10月にロンドンのハマースミス・アポロで開催された「祭典の日」のプレミアで質問に答えるレッド・ツェッペリン。

O2での公演は「祭典の日」として2012年10月17日に公開され、11月19日にDVDで発売された。この映画は一晩で200万ドルの収益を上げ、ライブアルバムはイギリスとアメリカそれぞれ4位と9位を記録した。映画の公開に続いて、ペイジはバンドの旧譜をリマスターしていたことを明らかにした。リマスター盤の第1弾として『レッド・ツェッペリン』、『レッド・ツェッペリンII』、『レッド・ツェッペリンIII』が2014年6月2日に発表された。第2弾、『レッド・ツェッペリンIV』と『聖なる館』は2014年10月27日に発売された。第3弾の『フィジカル・グラフィティ』は2015年2月23日に発売された。これは初版の発売日からほぼ正確に40年後のことである。第4弾の『プレゼンス』、『イン・スルー・ジ・アウト・ドア』、『最終楽章 (コーダ)』は、2015年7月31日に発売された。
このリマスタープロジェクトで各アルバムはCDとLPで発表され、未発表曲を収録したボーナスディスクを含むデラックスエディションも登場した。（『最終楽章 (コーダ)』のデラックスエディションには2枚のボーナスディスクが含まれる。）各アルバムは、ボックスセットのスーパーデラックスエディションも制作された。ボックスセットにはリマスターされたアルバムとボーナスディスクがCDと180グラムのLP盤で収められ、すべてのコンテンツが96kHz / 24ビットのハイレゾリューションオーディオ音源ファイルとしてダウンロードできるカード、珍しくこれまでに見たことのない写真や記念品、そしてオリジナルのアルバムカバーの高品質なプリントが満載されたハードカバーの本が含まれていた。
2015年11月6日、コンピレーションアルバム『マザーシップ』は、新しくリマスターされたオーディオトラックを使用して再発された。旧譜の再リリースは翌年も続き、2016年9月16日に『BBCライヴ』が再発された。再発盤にはBBCでの録音から9曲の未発表曲を収録したボーナスディスクが追加され、その中には海賊盤に何度も収められたが正式公開されていなかった「サンシャイン・ウーマン」が収められた。
バンドの50周年を記念して、ペイジ、プラント、ジョーンズは、バンドの結成から50年を祝う公式の写真集を発表した。また、写真集の出版を祝って『伝説のライヴ』が2018年3月23日に再リリースされた。『伝説のライヴ』はこのとき初めてLP盤でもリリースされた。 2018年4月21日のレコード・ストア・デイには、21年ぶりのシングルである7インチシングル「ロックン・ロール」（サンセットサウンドミックス）/「フレンズ」（オリンピックスタジオミックス）を発売した。

#### 2020年代
2020年10月、ペイジは写真集『ジミー・ペイジ・アンソロジー』を出版し、バンドの50周年ドキュメンタリーの制作も発表したが、新型コロナウィルス感染症の流行によりその進行は遅れている。
2025年、オフィシャル・ドキュメンタリー映画『Becoming Led Zeppelin』の海外公開日が2月に決定。また日本での配給会社も東北新社に決まる。1969年に撮影された、フィルモア・ウェスト、アトランタ・ポップ・フェスティバル、テキサス・ポップ・フェスティバルでのコンサートの未公開映像もこの映画に収録されている模様。

## 音楽性

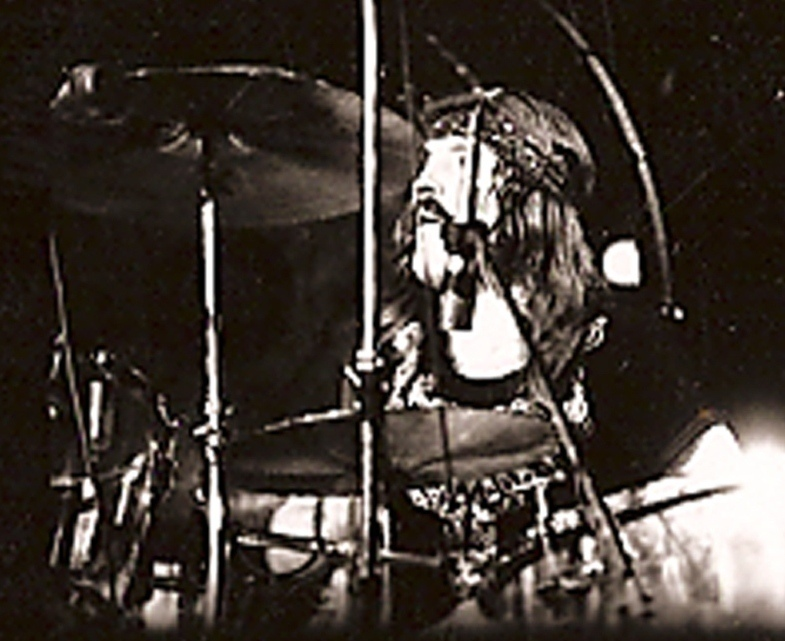
ボーナムのアグレッシブなドラムスタイルは、バンドのハードロック・サウンドにとって重要であった。

レッド・ツェッペリンの音楽のルーツはブルースであった。初期の2枚のアルバムはマディ・ウォーターズやスキップ・ジェイムスなどのアメリカのブルースミュージシャンの影響が顕著であり、同様にハウリン・ウルフの独特のカントリー・ブルーススタイルの影響が見られる。一つを除く全てのスタジオアルバムが12バー・ブルースを中心に構成されており、ブルースは音楽的にも叙情的にも他の曲に直接的および間接的に影響を与えた。バンドはまたイギリス、ケルト、アメリカのフォーク・リバイバル音楽に強く影響を受けた。スコットランドのフォーク・ギタリスト、バート・ヤンシュはペイジを刺激し、ペイジは彼からオープンチューニングとアグレッシブなストロークを演奏に取り入れた。バンドはまた、ワールドミュージックや初期のロックンロール、ジャズ、カントリー、ファンク、ソウル、レゲエの要素、特に『聖なる館』とそれに続くアルバムにおいて、さまざまなジャンルを利用した。
最初の2枚のアルバムの素材は、主にブルースのスタンダード・ナンバーとフォーク・ソングの拡張されたジャムから構成されていた。この手法は新しい曲を作り出すために、さまざまな曲やその別バージョンから音楽的要素と叙情的な要素、および即興のパッセージを混合することにつながったが、後で盗作の告発と著作権をめぐる法的紛争に巻き込まれることとなった。通常、音楽は最初に作り出され、時には即興の歌詞が付けられ、その後最終的なバージョンに書き直される可能性がある。1970年のブロン・イ・アーへの訪問から、ペイジとプラントによる曲作りのパートナーシップが支配的になり、ペイジが主にアコースティック・ギターを使ってメロディーを作曲し、プラントは歌詞を担当した。その後ジョーンズとボーナムがリハーサルやスタジオで、曲作りが進むにつれてマテリアルを付け加えていった。バンドのキャリア後期になると、曲作りの上でジョーンズの役割がますます重要になり、彼はキーボードで作曲を行った。プラントはペイジとボーナムが彼らのパートを加える前に歌詞を追加した。

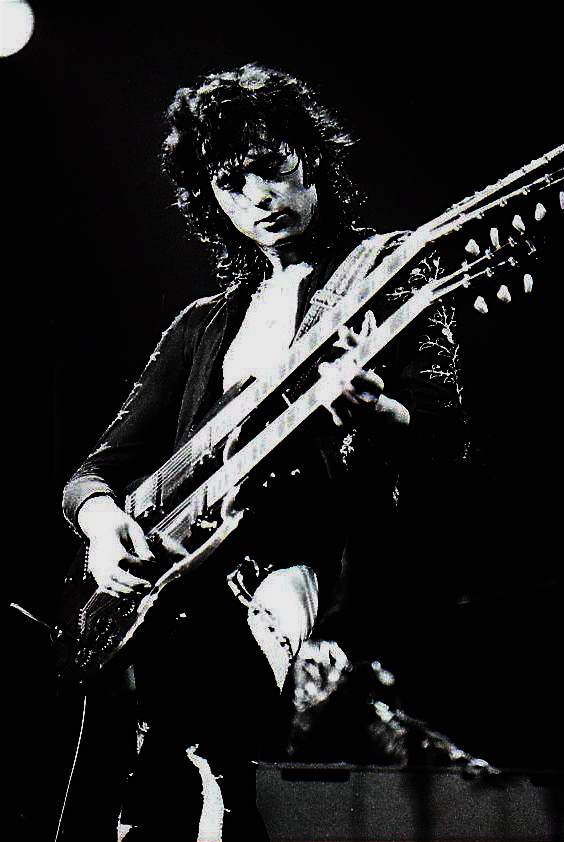
ギブソン・EDS-1275を使用するペイジ。公演では「天国への階段」を演奏するために使用された。

初期の歌詞はブルースとフォークのルーツに基づいており、多くの場合、さまざまな曲の歌詞の断片が混ざっていた。彼らの曲の多くは、ロックやポップ、ブルースで一般的なテーマであるロマンス、片思い、性的征服について扱っていた。彼らの歌詞のいくつか、特にブルースから派生したものは、ミソジニーとして解釈されている。特に『レッド・ツェッペリンIII』では、神話と神秘主義の要素を音楽に取り入れた。これは主に伝説と歴史に対するプラントの関心から生まれたものであった。これらの要素は、オカルトに対するペイジの関心を反映するためにしばしば取り上げられ、その結果曲の中に悪魔崇拝のメッセージがサブリミナルとして隠されており、その一部はバックマスキングとして埋め込まれていると言われていた。これらの主張はバンドや音楽評論家によって否定された。プラントの歌詞における牧歌的なファンタジーは、ブラック・カントリー地域の風景とJ・R・R・トールキンのハイ・ファンタジー小説「指輪物語」に触発されたものであった。スーザン・ファストは、プラントがバンドの主な作詞家として登場したとき、曲は1960年代の西海岸のカウンターカルチャーとの彼の整合をより明確に反映していると主張している。バンドのキャリア後半で、プラントの歌詞はより自伝的になり、楽観的ではなくなり、彼自身の経験と状況を利用するようになった。
音楽学者のロバート・ヴァルザーによると、「レッド・ツェッペリンのサウンドは、スピードとパワー、珍しいリズミカルなパターン、対照的な段々になったダイナミクス、シンガーのロバート・プラントの慟哭のボーカル、ギタリストのジミー・ペイジのひどく歪んだクランチによって特徴づけられた。」という。これらの要素は、ハードロックとヘヴィメタルの創始者の一つとしてしばしば引用され、メンバーがしばしばレッテル付けられるの避けてきたものの、「決定的なヘヴィメタルバンド」として説明されていることを意味する。この評判の一部は、「胸いっぱいの愛を」や「ワントン・ソング」などの曲で歪んだギターリフを使用していることを根拠とする。多くの場合、リフはギター、ベース、ドラムによって正確に倍増することはなかったが、3つの異なる拍子記号が使用される「ブラック・ドッグ」のように、代わりにメロディックまたはリズミカルなバリエーションがあった。ペイジのギター演奏は、ブルース音階の要素と東洋音楽の要素を取り入れていた。プラントによる甲高い叫び声による歌唱法は、ジャニス・ジョプリンの歌唱法と比較される。ロバート・クリストガウは、彼がグループの重い「パワーブルース」の美学に不可欠であり、ペイジのギターパーツと同様に「機械的効果」として機能していることを発見した。クリストガウは、いくつかのアコースティックソングでプラントが「本物の感覚をほのめかしている」ことに注目しながら、ボーカルの正確さとダイナミクスを優先して、感情的な投影に重点を置いた伝統的なブルースの歌を放棄したと信じていた。「彼が性差別的（ミソジニー）なブルースの決まり文句を口にしているのか、バンドの半分聞こえる、半分理解できるもののいずれかを駆け抜けているのか...騎士道やカウンターカルチャーについての歌詞でも、彼の声には感情が欠けている。昔のテナーやバリトンのように、彼は自分の声を楽器、具体的にはエレクトリックギターにしたいと考えている。」 ボーナムのドラミングは、そのパワー、素早いロール、そして単一のバスドラムでの速いビートで有名だった。一方、ジョーンズのベースラインはメロディックであると描写され、彼のキーボードはバンドのサウンドにクラシックなタッチを加えた。
レッド・ツェッペリンはハードロック・バンドとして広く見られてきたが、クリストガウは彼らをアート・ロックと見なしていた。ポピュラー音楽学者のリービー・ガロファロによると、「ヒップな批評家は、レッド・ツェッペリンの超マッチョなプレゼンテーションに関連して建設的な位置づけを見つけることができなかったため、幅広い影響を受けたにもかかわらず、彼らはアート・ロックのカテゴリーから除外された。」とする。クリストガウは1972年に、バンドは「有機的ではなく知的にロックンロールに関連している」ため、アート・ロックと見なすことができ、「増幅されたビート」を「一種の形式的な挑戦」として理想化している。レッド・ツェッペリンは、「ビートとボリュームの物理的な強制によって心を巻き込む」という同時代のジェスロ・タルやイエスとは異なり、「セクシュアリティではなく攻撃性を呼び起こす、奇妙な大脳キャストのボディミュージックを作り出す」。そのため、ブラック・サバスやモット・ザ・フープルなどの他の第2世代のイギリスのハードロック・バンドとともに、「奇妙なポテンシャルを持つ二重のオーディエンス」で知識人とワーキングクラスの若者の両方を引き付けることができる。その後『イン・スルー・ジ・アウト・ドア』の「チューンフルなシンセサイザー・ポンプ」は、クリストガウにとって彼らがアート・ロック・バンドであることをさらに確認する根拠となった。
ペイジは、レッド・ツェッペリンに「光と陰」のある音楽を制作してもらいたいと述べた。これは、アコースティック楽器をより多く使用した『レッド・ツェッペリン III』からより明確に実現され始めた。このアプローチは『レッド・ツェッペリン IV』、特にアコースティックギターとリコーダーで始まり、ドラムと重いエレクトリックサウンドで終わる「天国への階段」で例示されている。活動後期になると、彼らはジョーンズのキーボードモチーフが支配的な、よりまろやかで進歩的なサウンドに移行した。彼らはまた、マルチトラックやギターのオーバー・ダビングを含む、さまざまなレイヤーや制作技術をますます利用するようになった。強弱とアンサンブルのアレンジの感覚に重点を置いていることは、単一の音楽ジャンルを超越した個性的なスタイルを生み出すと見なされてきた。イアン・ペディは、彼らは「...騒々しく、力強く、しばしばヘヴィだが、彼らの音楽もユーモラスで、自己反射的で、非常に繊細だった」と主張している。

## 影響と評価

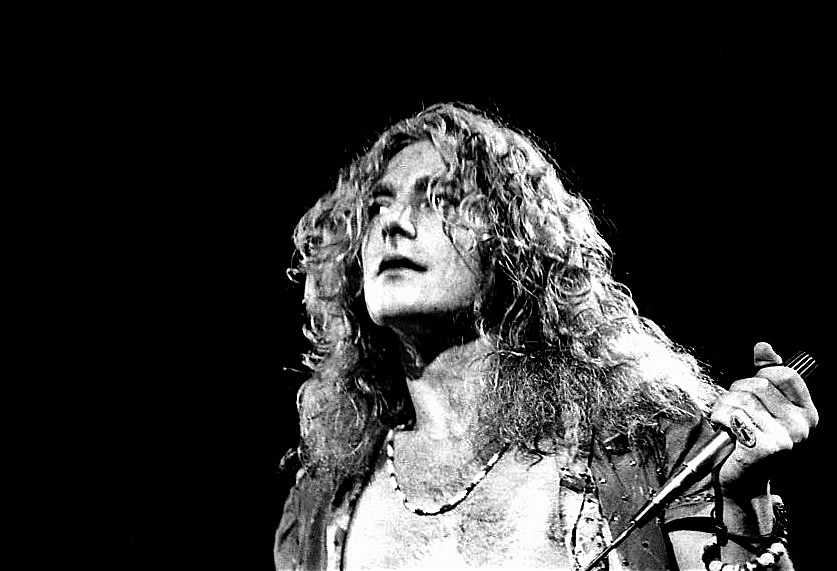
プラントのボーカルスタイルはロックミュージックに大きな影響を与えてきたが、彼の長いブロンドのたてがみと力強い上半身の裸像は、「ロックの神」のアーキタイプを作成するのに役立った。2011年、彼はローリング・ストーン誌の読者投票で史上最高のリードシンガーに選ばれた。

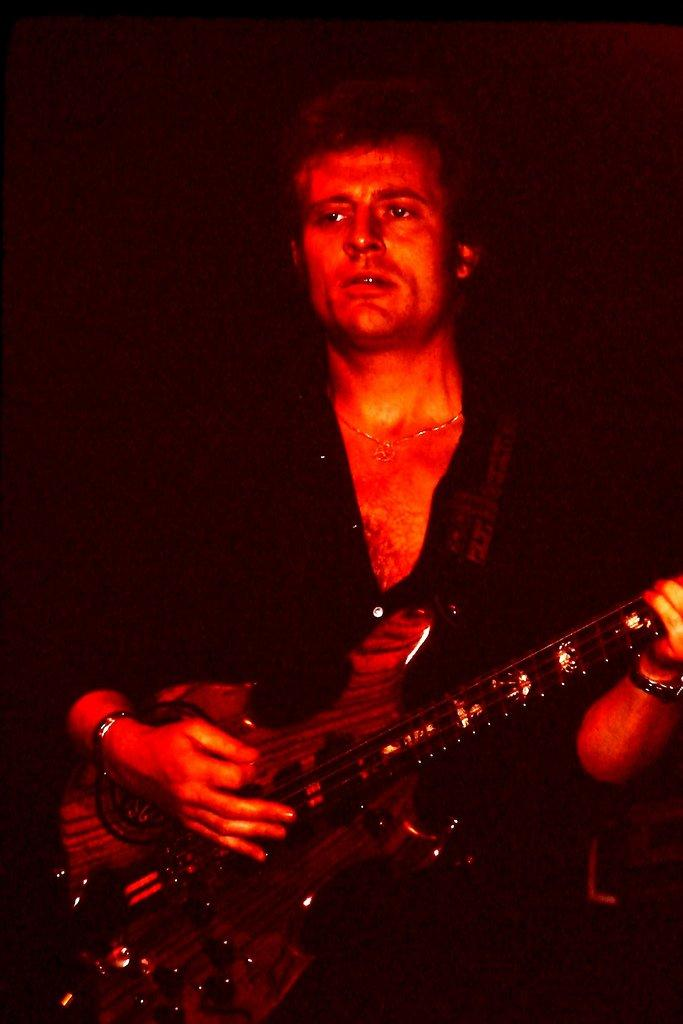
ベースを演奏するジョーンズ、1980年の最後のツアー、マンハイムで。

多くの人がレッド・ツェッペリンをロックミュージックの歴史の中で最も成功し、革新的で、影響力のあるバンドの一つと見なしている。ロック評論家のマイケル・ギルモアは、「レッド・ツェッペリンは、才能があり、複雑で、把握力があり、美しく、危険であり、自分自身を含め、すべてを圧倒しなければならなかったにもかかわらず、20世紀の音楽で最も永続的な作曲と演奏のグループの一つになった」と述べている。
レッド・ツェッペリンは、ディープ・パープル、ブラック・サバス、ラッシュ、クイーン、エアロスミス、ブラック・クロウズ、メガデスなどのハードロックやヘヴィメタル・バンドだけでなく、トゥールやドリーム・シアターなどのプログレッシブ・メタル・バンドにも影響を与えてきた。彼らはいくつかの初期のパンク・バンドとポストパンク・バンドに影響を与えた。その中にはラモーンズ、ジョイ・ディヴィジョンとザ・カルトがある。彼らはオルタナティヴ・ロックの発展にも重要な影響を与え、スマッシング・パンプキンズ、ニルヴァーナ、パール・ジャム、サウンドガーデンらが1970年代半ばの「ツェッペリンサウンド」の要素を取り入れた。この他にも、マドンナ、シャキーラ、レディー・ガガ、ケシャ、ケイティ・メルアなど、さまざまなジャンルのバンドやアーティストがレッド・ツェッペリンの影響を認めている。
レッド・ツェッペリンは、特にアルバム・オリエンテッド・ロック（AOR）とスタジアム・ロックの発展において、音楽ビジネスの性質に大きな影響を与えたと考えられている。1988年、当時のゲフィン・レコードのA&Rエグゼクティブであったジョン・カロドナーは、次のように述べている。「私の意見では、ビートルズに次いで彼らは歴史上最も影響力のあるバンドです。彼らはレコード、AORラジオ、コンサートでの音楽のあり方に影響を与えます。彼らは必ずしもトップ40ヒットを獲得することなく、「天国への階段」のヒットでAORラジオフォーマットの基準を設定しました。彼らは、最初の本格的なビッグアリーナでのコンサートショーを行い、サポートなしで常にスタジアムを満員にしました。人々は彼らと同じように行動できますが、誰も彼らを超えることはできません。」ローリング・ストーンズの元プロデューサー兼マネージャーであるアンドリュー・ルーグ・オールダムは、レッド・ツェッペリンがレコードビジネスに大きな影響を与えた方法と、ロックコンサートを管理して大勢の聴衆に提示した方法についてコメントした。2007年、彼らはBBC/VH1の「Seven Ages of Rock」のスタジアム・ロックのエピソードで特集された。
幾つかの資料によると、彼らは世界中で2億枚以上のアルバムを売り上げており、アメリカで認定された1億1,150万枚を含む、3億枚を超えるレコードを売り上げたと述べている物もある。アメリカレコード協会によるとレッド・ツェッペリンは、アメリカ合衆国での全体の売り上げが第3位、コンサートの売り上げが第5位のバンドであり、5枚以上のダイヤモンドアルバムを獲得している。彼らは全英アルバムチャートで8回連続1位を達成した。これはアルバムで1位を獲得した連続回数の最多記録である。8回を記録したのは彼らとABBAだけである。レッド・ツェッペリンは、ロックミュージックの歴史の中で最も海賊盤がリリースされたアーティストの1つであり、彼らの海賊盤は現在もリリースされ続けている。
レッド・ツェッペリンは文化にも大きな影響を与えた。「Rolling Stone Illustrated History of Rock＆Roll」の編集者であるジム・ミラーは、「あるレベルでは、レッド・ツェッペリンは60年代のサイケデリック倫理の最後の開花を表しており、これはロックを受動的な感覚の関与として投げかけている」と主張している。レッド・ツェッペリンは、男性的で攻撃的な「コック・ロック」の「典型的な提供者」としても説明されているが、この主張には異議が唱えられている。バンドのファッションセンスは独創的である。クリスティーズのポップカルチャーの責任者であるシメオン・リップマンは「レッド・ツェッペリンは、彼らを覆うオーラ全体がとてもクールで、人々がそのかけらを望んでいるため、ファッションに大きな影響を与えてきた」とコメントしている。レッド・ツェッペリンは、モトリー・クルーやスキッド・ロウなどの1980年代のグラム・メタル・バンドのビッグ・ヘアーの基礎を築いた。他のミュージシャンも、レッド・ツェッペリンの衣装やジュエリー、ヘアスタイルの要素を取り入れている。たとえば、キングス・オブ・レオンのヒップスター・フレアやタイトバンドTシャツ、毛むくじゃらの髪、しなやかなTシャツ、ザ・ホワイト・ストライプスのジャック・ホワイトのブルースマン・ヘア、そしてカサビアンのギタリスト、セルジオ・ピッツォーノのシルクスカーフ、トリルビー、サイドレースのタイトなジーンズなどである。

## 栄誉

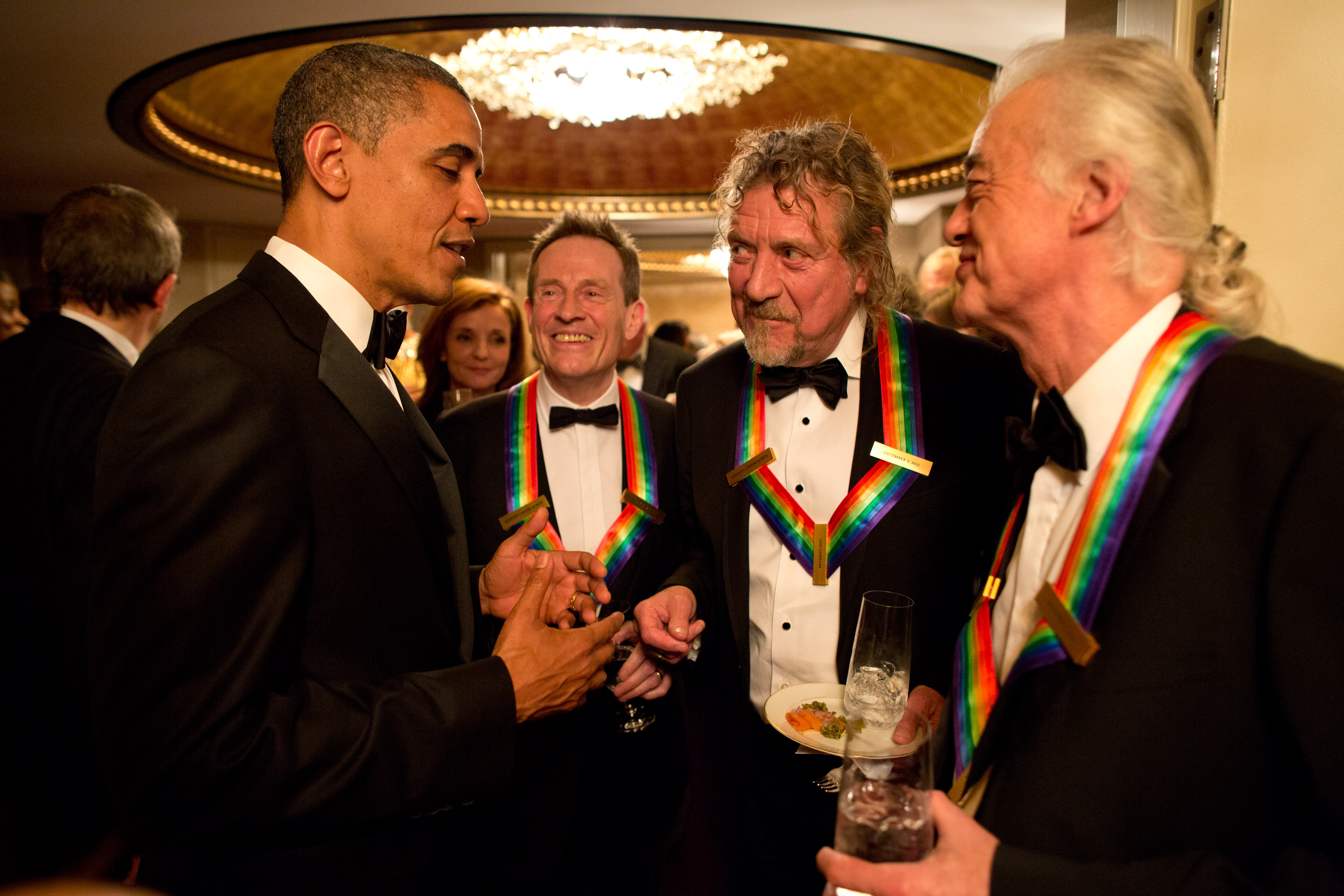
レッド・ツェッペリンは2012年にケネディ・センター名誉賞を受賞し、バラク・オバマアメリカ合衆国大統領によって表彰された。

レッド・ツェッペリンは、そのキャリアの過程で多くの栄誉と賞を受賞してきた。彼らは1995年にロックの殿堂入りし、2006年にイギリス音楽の殿堂入りした。その他にも2005年にアメリカン・ミュージック・アワード、2006年にポーラー音楽賞を受賞している。レッド・ツェッペリンは2005年にグラミー賞 特別功労賞生涯業績賞を受賞し、4曲がグラミーの殿堂入りを果たした。アメリカでは5枚のダイヤモンドアルバムと14枚のマルチプラチナ、4枚のプラチナと1枚のゴールドアルバムが授与されているが、イギリスでは5枚のマルチプラチナ、6枚のプラチナ、1枚のゴールドと4枚のシルバーのアルバムがある。彼らは2004年にローリング・ストーン誌のベスト100アーティストで14位となった。
2003年、ローリング・ストーンの史上最高のアルバム500に『レッド・ツェッペリン』が29位、『レッド・ツェッペリンIV』が66位、『フィジカル・グラフィティ』が70位、『レッド・ツェッペリンII』が75位、『聖なる館』が149位に選ばれた。2004年の史上最高の500曲では、「天国への階段」が31位、「胸いっぱいの愛を」が75位、「カシミール」が140位、「ブラック・ドッグ」が294位、「ハートブレイカー」が320位、そして「ランブル・オン」が433位に選ばれた。
2005年にペイジは慈善活動への功績が認められ、大英帝国勲章のオフィサーを受章した。2009年にはプラントがポピュラー音楽への貢献が認められ、大英帝国勲章のコマンダーを受章した。彼らはVH1の「100 Greatest Artists of Hard Rock」と、クラシック・ロック誌の「50 best live acts of all time」で1位に選ばれている。また、BBCラジオ2のベストロックバンドの投票でも1位に選ばれた。1977年には「イギリス音楽への卓越した貢献」によりアイヴァー・ノヴェロ賞を受賞し、1997年にも第42回アイヴァー・ノヴェロ賞授賞式で「生涯功労賞」を受賞した。2008年にはMOJOアワードで1度限りの再結成で「ベストライブアクト」賞を受賞し、「史上最高のロックンロール・バンド」と評された。レッド・ツェッペリンは、2012年にはケネディ・センター名誉賞を受賞した。

## メンバー
- ジミー・ペイジ（Jimmy Page）- ギター、テルミン、ダルシマー

バンドのリーダー。ツェッペリン全アルバムのプロデューサー。特にアコースティックギターの巧みな演奏力、リフの作成能力、曲想と調和したメロディアスなソロなどが高く評価される。1980年代はポール・ロジャースと共にザ・ファームを結成。その後、カヴァデール・ペイジ、ジミー・ペイジ&ブラック・クロウズなど様々なプロジェクトに参加。ツェッペリンの過去の未発表音源の発売やアルバムのリマスタリング作業にあたる。
- ロバート・プラント（Robert Plant）- ボーカル、ハーモニカ

ツェッペリンが音楽業界に現れたとき、彼の広い音域、歌唱力、独特の声質、声量などが世界中のロックファンを驚かせた。しかし、喉を痛め、1973年以降はヴォーカルスタイルを変化させた。解散後は、ツェッペリンでも見せていたケルト音楽や民族音楽を大きく取り入れたサウンドを志向する事が多い。ニックネームは「パーシー」。
- ジョン・ポール・ジョーンズ（John Paul Jones）- ベース、キーボード、バンジョー、マンドリン

ベースに限らず、幅広い楽器を操るマルチプレイヤーで、卓越した技術と安定した演奏力でツェッペリンを支えた。クラシック音楽の素養がある。解散後はアレンジャーや若手バンドのプロデュースの仕事に加え、公演を行ったり、自身のソロ・アルバムの発表や、フー・ファイターズのデイヴ・グロール、クイーンズ・オブ・ザ・ストーン・エイジのジョシュ・オムらと共にゼム・クルックド・ヴァルチャーズを結成するなどしている。ニックネームは「ジョンジー」。
- ジョン・ボーナム（John Bonham）- ドラム

独自のグルーヴ感、リズム感、パワーを持つと言われ、強いプレイと多彩なフィルインによって、バンドの核としての役割を果たす。ロックに於ける一つのドラムの在り方を構築し、現在でも幅広いジャンルのドラマーに多大な影響を与えている。1980年に死去。ニックネームは「ボンゾ」。
息子のジェイソン・ボーナムは同じくドラマーになり、1988年以降ツェッペリンが再集結する際はジェイソンがドラムを叩いている。
再結成時のゲストミュージシャン
- トニー・トンプソン - ドラム (1985)
- フィル・コリンズ - ドラム (1985)
- ポール・マルチネス - ベース (1985)
- ジェイソン・ボーナム - ドラム, パーカッション (1988, 1995, 2007)
- マイケル・リー - ドラム (1995)

## ディスコグラフィ

### アルバム
| タイトル                                                   | 備考 |
| ---------------------------------------------------------- | --- |
| レッド・ツェッペリン I （Led Zeppelin）                    | 1969年1月12日発売/収録曲、ジャケット |
| レッド・ツェッペリン I （Led Zeppelin）                    | ニュー・ヤードバーズでのツアーで演奏していた曲を中心にレコーディングしたため、レコーディング作業はわずか36時間で終えられた。全米売上：800万枚（米国内での生産分） |
| レッド・ツェッペリン II （Led Zeppelin II）                | 1969年10月22日発売/収録曲、ジャケット |
| レッド・ツェッペリン II （Led Zeppelin II）                | 英米でともに初となるアルバム・チャート1位を獲得。全米売上：1,300万枚 |
| レッド・ツェッペリン III （Led Zeppelin III）              | 1970年10月5日発売/収録曲、ジャケット |
| レッド・ツェッペリン III （Led Zeppelin III）              | 「I」「II」で確立した「ハード・ロック」のイメージに停滞することなくアコースティック・サウンドを追及したため、発売当時は賛否両論となった。全米売上：650万枚 |
| レッド・ツェッペリン IV （Led Zeppelin IV）                | 1971年11月8日発売/収録曲、ジャケット |
| レッド・ツェッペリン IV （Led Zeppelin IV）                | 邦題は便宜上付けられたもの。正式なタイトル名は付けられていない「無題」のアルバム。レコード版では内袋に記された天国への階段 の歌詞と収録曲の曲名以外に、ジャケットには一切の文字情報が記されていない。ここに記されたメンバー四人のシンボルマークから通称「フォー・シンボルズ」、「フォー・ルーンズ」、「ルーンドアルバム」、"Zoso"などとも呼ばれている。全米売上：2,320万枚            |
| 聖なる館 （Houses of the Holy）                            | 1973年3月28日発売/収録曲、ジャケット |
| 聖なる館 （Houses of the Holy）                            | ヒプノシスが制作したジャケットで裸の子供の写真が使用されているため、ジャケットに帯をつけたり写真の上にタイトルを重ねて子供を隠すなどの配慮がなされた。全米売上：1,200万枚 |
| フィジカル・グラフィティ （Physical Graffiti）             | 1975年2月24日発売/収録曲、ジャケット |
| フィジカル・グラフィティ （Physical Graffiti）             | レコード、CD共に2枚組。新録音曲がアルバム1枚分あったが、サード・アルバムから前作アルバムまでの録音曲を足して2枚組にしたもの。全米売上：1,630万枚 |
| プレゼンス （Presence）                                    | 1976年3月31日発売/収録曲、ジャケット |
| プレゼンス （Presence）                                    | ペイジ自身が最も気に入っている作品といわれる。「アキレス最後の戦い」はじめ、シンプルだが重量感のあるサウンド。全米売上：350万枚 |
| 永遠の詩 (狂熱のライヴ) （The Song Remains the Same）      | 1976年9月21日発売/収録曲、ジャケット |
| 永遠の詩 (狂熱のライヴ) （The Song Remains the Same）      | 1973年の全米ツアー最終の3日間、ニューヨークのマディソン・スクエア・ガーデンで録音されたライヴ音源を元に作られた、映画のサウンドトラック。ライヴ音源に手の込んだ後処理がなされており、映像版とは一部曲目が異なっている。 2007年11月、未収録曲6曲を加え、さらにリマスタリングとリミックスを施した｢最強盤｣として再リリースされた。                                                       |
| イン・スルー・ジ・アウト・ドア （In Through the Out Door） | 1979年8月15日発売/収録曲、ジャケット |
| イン・スルー・ジ・アウト・ドア （In Through the Out Door） | アナログ盤のアルバムジャケットは6種類あり、紙袋から出すまでどのジャケットか分からない仕組みであった。ジョン・ポール・ジョーンズのシンセサイザーがフィーチャーされたアルバム。全米売上：650万枚 |
| 最終楽章 (コーダ) （Coda）                                 | 1982年11月19日発売/収録曲、ジャケット |
| 最終楽章 (コーダ) （Coda）                                 | 「ボーナムに対する追悼盤」。未発表曲を集めたもの。全米売上：150万枚 |
| BBCライヴ （BBC Sessions）                                 | 1997年11月11日発売/収録曲、ジャケット |
| BBCライヴ （BBC Sessions）                                 | 1969年と1971年のBBCラジオでの放送用音源を纏めたもの。CD2枚組。完収録ではなく数曲が外されている。1969年のBBCでの放送はモノラルで行われたが、CDではステレオで収録されている。日本でも1974年にラジオ関東（ラジオ日本）の番組、「BBC・イン・コンサート」で、1971年4月1日に公開録音された音源の一部が初放送され、その後BBCから放送権を得たNHK-FMラジオにより1990年代までに数回放送された。 |
| 伝説のライヴ （How the West Was Won）                      | 2003年5月27日発売/収録曲、ジャケット |
| 伝説のライヴ （How the West Was Won）                      | 3枚組。1972年アメリカツアーでのLAフォーラム、ロングビーチなどでのライヴを収録。全盛期のバンドのライブ演奏が堪能出来る。 |

## 日本におけるツェッペリン
1971年9月の初来日時に、メンバーたっての希望で、旧広島県立総合体育館で「愛と平和」をキャッチフレーズを冠したチャリティー・コンサートを開き、当時の金額にして約700万円の売上金を広島市役所を通して原爆被災者に寄付している。同体育館は古く、ツェッペリンの音が大きすぎて壁が崩れ、その修理費という説もある。MCの糸居五郎が「広島でチャリティをするためにレッド・ゼッペリンは来日した」などと9分半に及ぶ前フリをやったため、観客が激怒し「早よやれや」「引っ込め」「死ね」などとヤジ連発だったといわれる。コンサートに先立ち、メンバーは原爆資料館を訪れ、見学後はみんな目を真っ赤に泣きはらして「人間はここまで残酷なことをするのか。そこまで最低の生き物だとは認めたくない。こんな無惨なことをするのは愚かなことだ」と話したといわれる。広島公演には西城秀樹や浜田省吾らも観覧している。
解散後の1980年から2010年代に入ってからもヘヴィメタル・ファンの支持は手厚く、世界でアルバムは売れ続けている。日本では渋谷陽一や沢尻エリカも、ツェッペリン・ファンであることを公言している。2004年には日本ゴールドディスク大賞を受賞。

### 来日公演
- Led Zeppelin Japan tour 1971（1971年）
  - 初来日[243][246][247]。
  - 9月23日・24日 東京 日本武道館[243]
  - 9月27日 広島 広島県立体育館[243][247][244][245]
  - 9月28日・29日 大阪 フェスティバルホール[243]
- Led Zeppelin Japan tour 1972（1972年）
  - 1972年二度目で、「レッド・ツェッペリン」としては最後の来日。
  - 10月02日・3日 東京 日本武道館
  - 10月04日・9日 大阪 フェスティバルホール
  - 10月05日 名古屋 名古屋市公会堂
  - 10月10日 京都 京都会館